# Romeinse weg Bavay-Velzeke

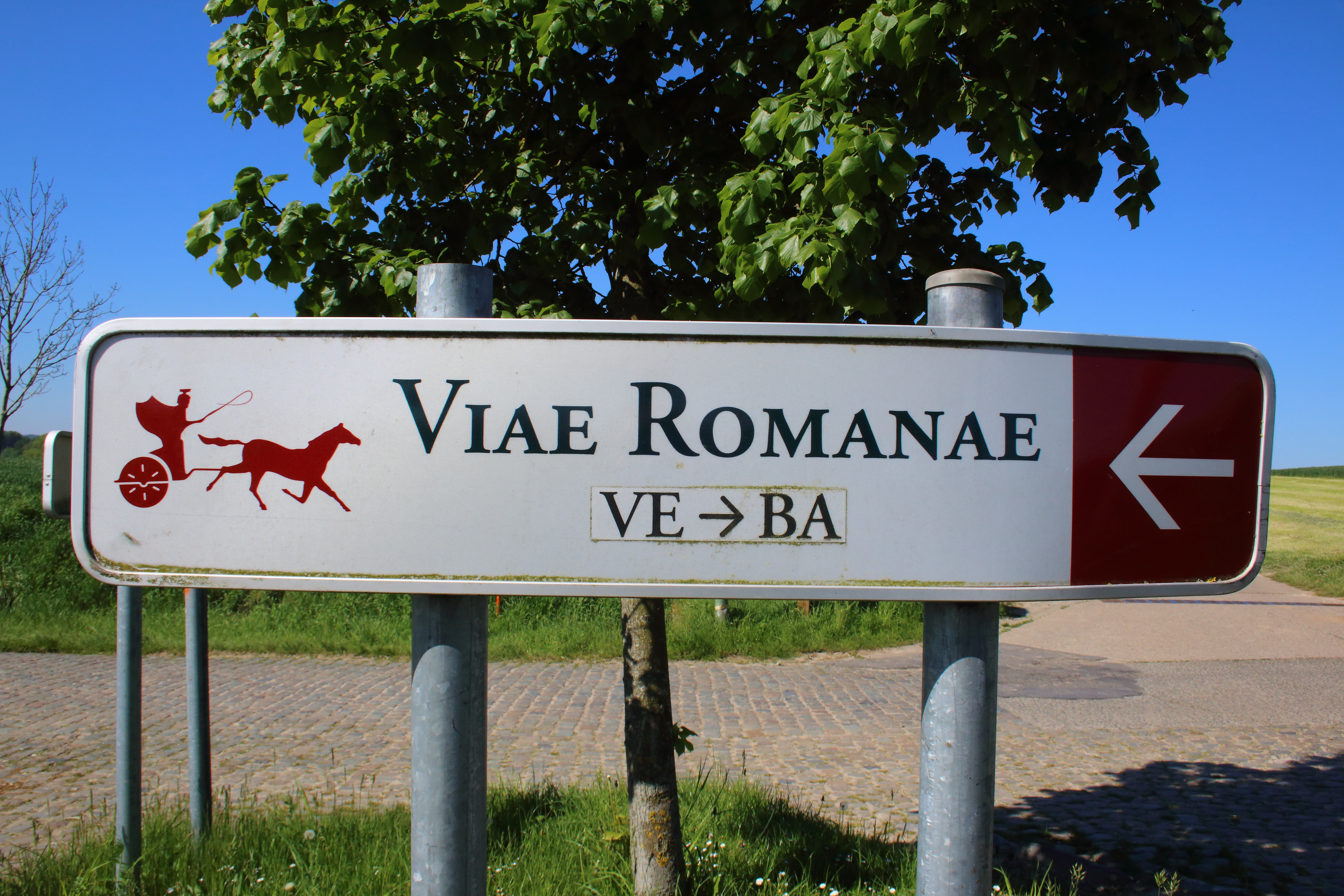
wegwijzer 'Romeinse weg Velzeke-Bavay' op de Paddestraat in Velzeke (Zottegem)

De Romeinse weg Bavay-Velzeke (Frans: Voie Romaine Bavay-Velzeke) of Viae Romanae is een Belgisch-Franse toeristische route langs het traject van de voormalige Romeinse heirbaan tussen Bavay en Velzeke. De bewegwijzerde toeristische route is een Europees Interreg-project dat loopt door de Belgische provincies Oost-Vlaanderen en Henegouwen en door het Franse Noorderdepartement.

## Velzeke - Bavay
De weg werd tijdens de Romeinse bezetting aangelegd om troepen snel te kunnen verplaatsen, later had  de weg vooral een handels- en vervoersfunctie. Veel van dit soort routes zijn nog bestaand en maken deel uit van de wegeninfrastructuur. De bedoeling van de route is een stuk oude heirweg gelegen tussen het Belgische Velzeke (Zottegem) en het Franse Bavay (Bagacum Nerviorum) terug tot leven te brengen. Bij het project zijn de Conseil Général du Nord, de Waalse intercommunale Ideta en Toerisme Oost-Vlaanderen vzw en de archeologische musea van Velzeke (Zottegem), Aubechies (Belœil), Aat en Bavay betrokken. 
De toeristische route over de Romeinse weg werd in 2011 (in beide richtingen, dus zowel van Velzeke tot Bavay als van Bavay tot Velzeke) bewegwijzerd. De weg is 85 km lang: 63 km in Wallonië, 15 km in Vlaanderen en 7 km in Frankrijk. Langs de route staan replica's van Romeinse mijlpalen opgesteld met uitleg in het Nederlands en het Frans. De route kan zowel per auto, per fiets of te voet worden afgelegd, waarbij men onderweg op vier plaatsen een Gallo-Romeins museum kan bezoeken.
- Bavay – Het Antieke Forum van Bavay, archeologisch museum van het Département du Nord
- Aat – Het Gallo-Romeins Museum van Aat
- Aubechies – De Archeosite van Aubechies-Beloeil
- Velzeke – Het Provinciaal Archeocentrum Velzeke (AVE) aan de Paddestraat

## Afbeeldingen

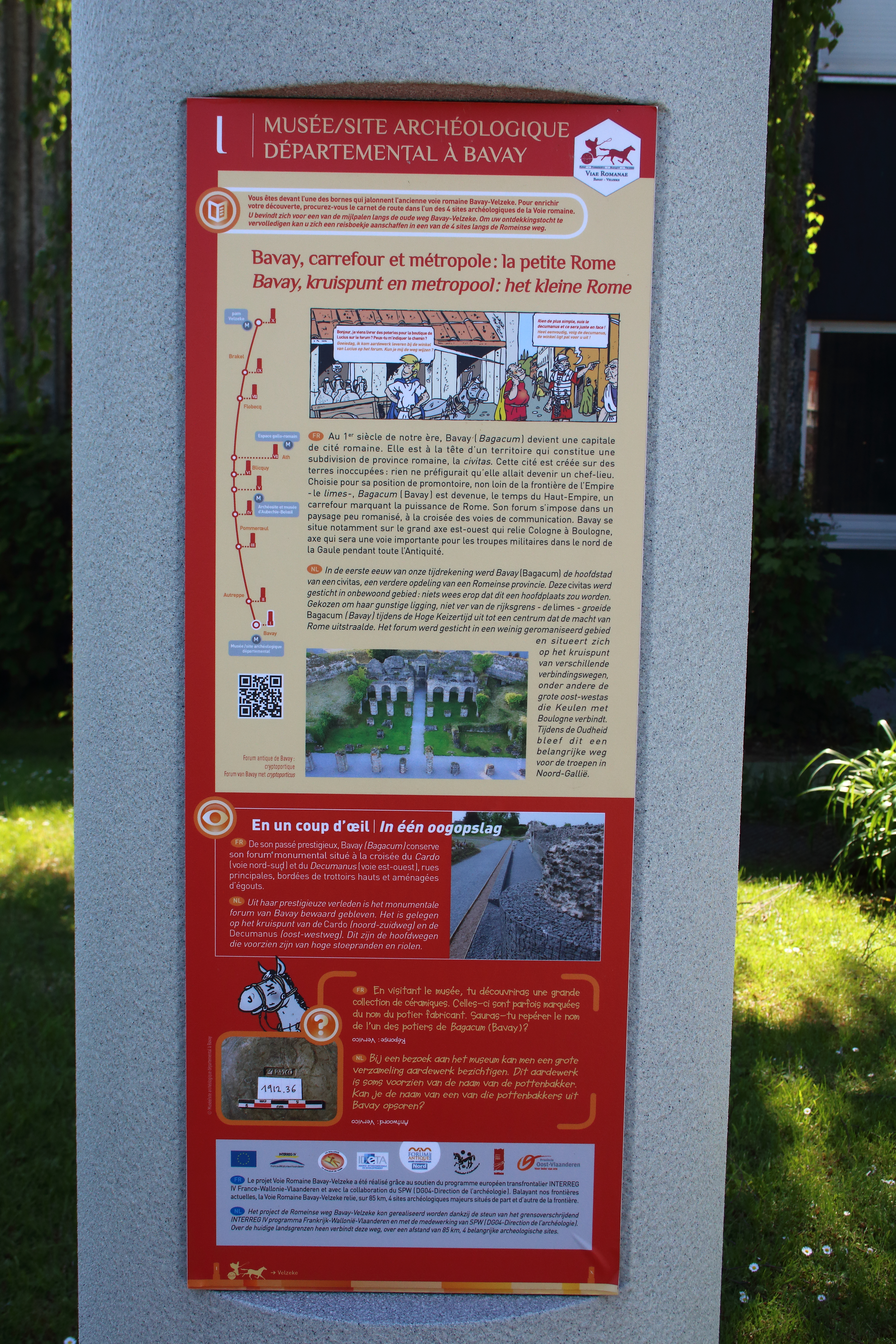
'Mijlpaal' met uitleg
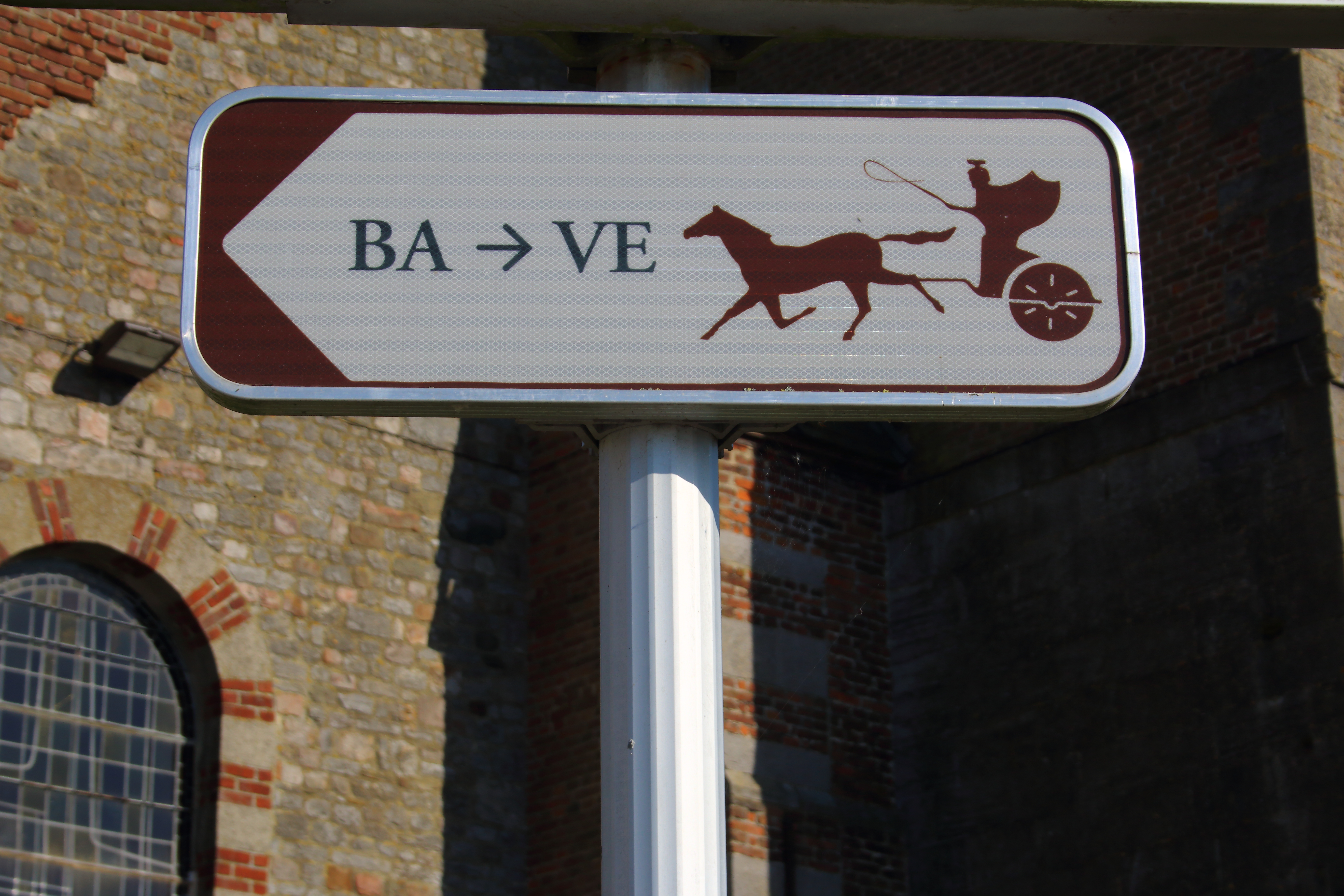
Bewegwijzering Viae Romanae in Bavay
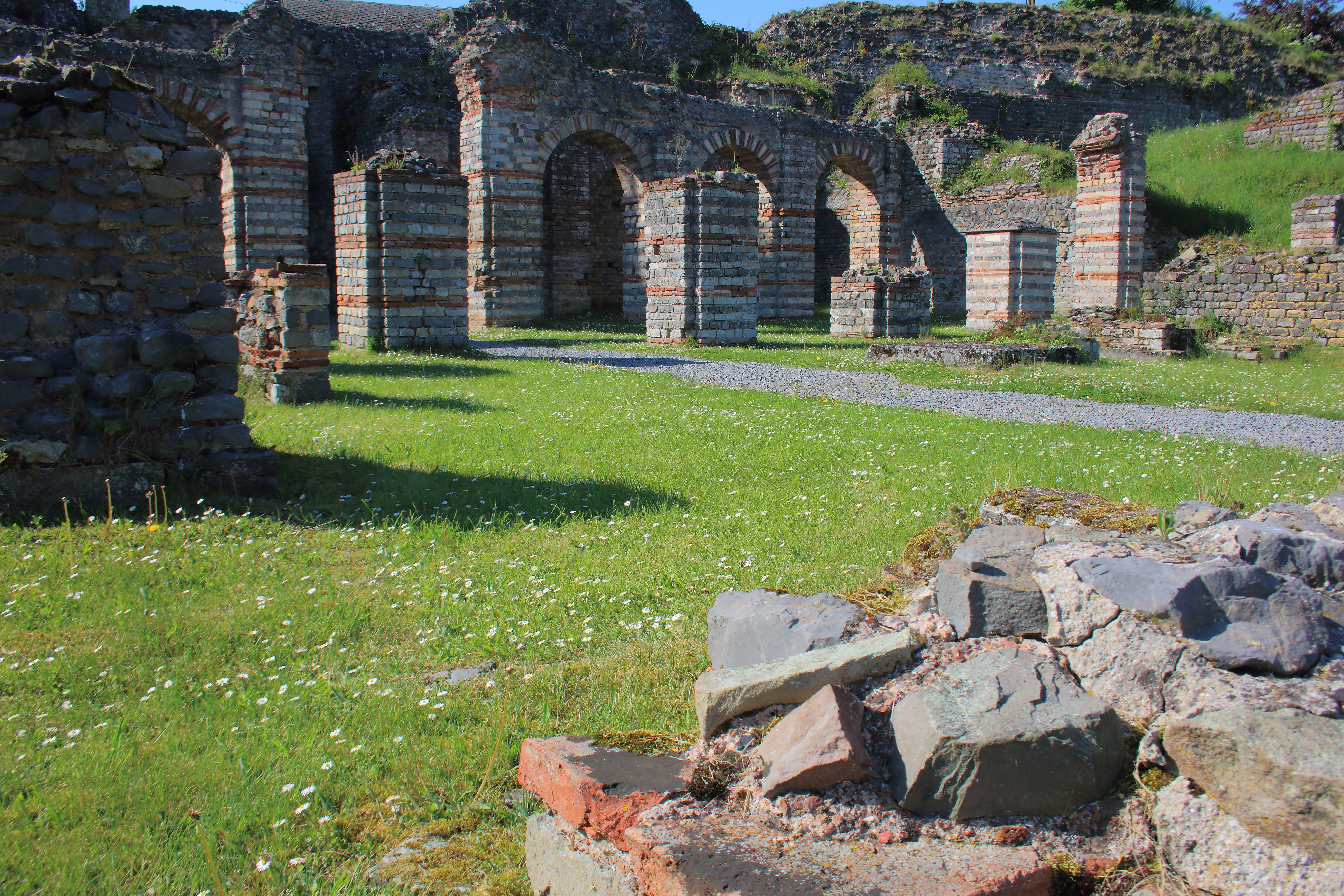
Antiek Forum van Bavay
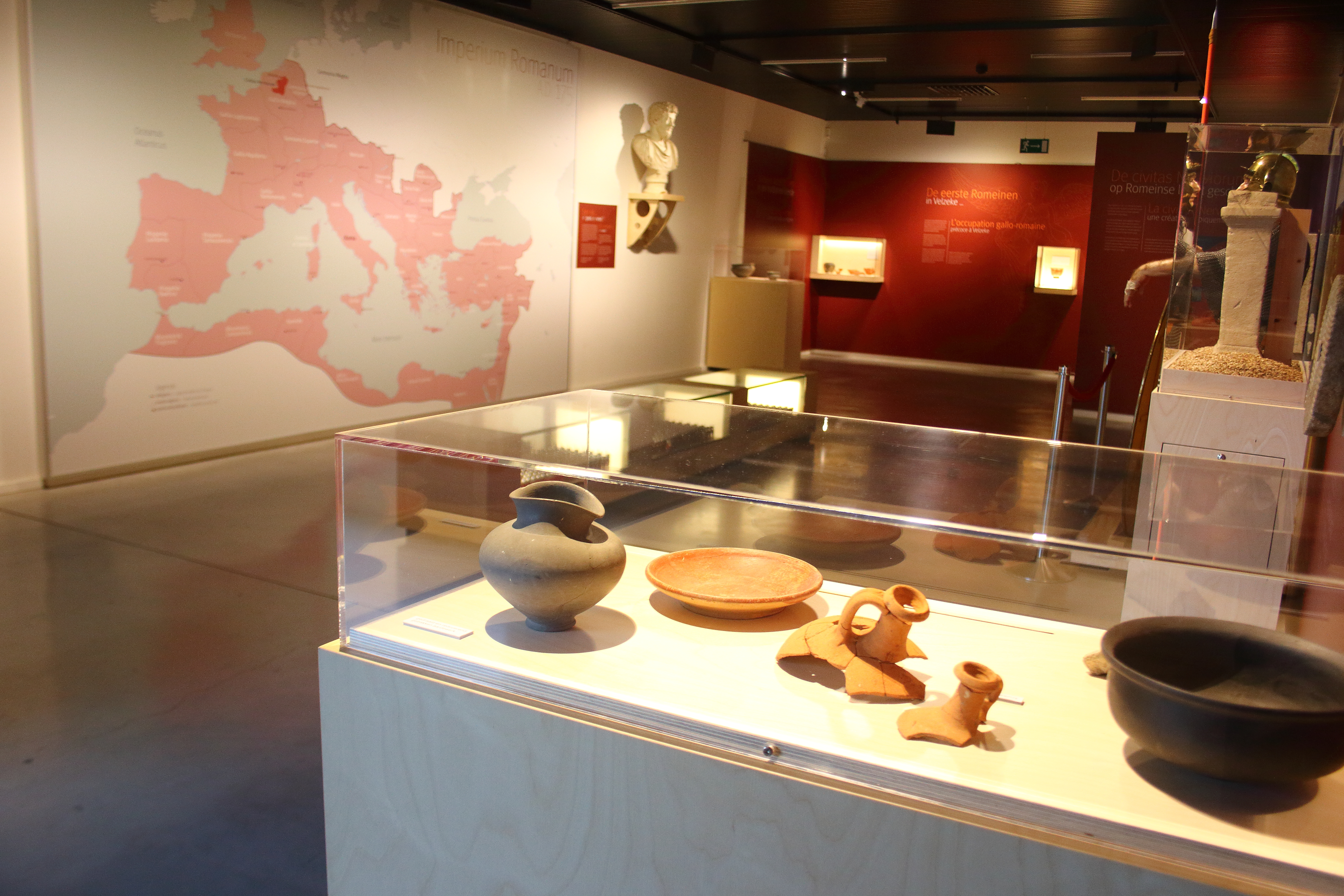
Provinciaal Archeocentrum Velzeke
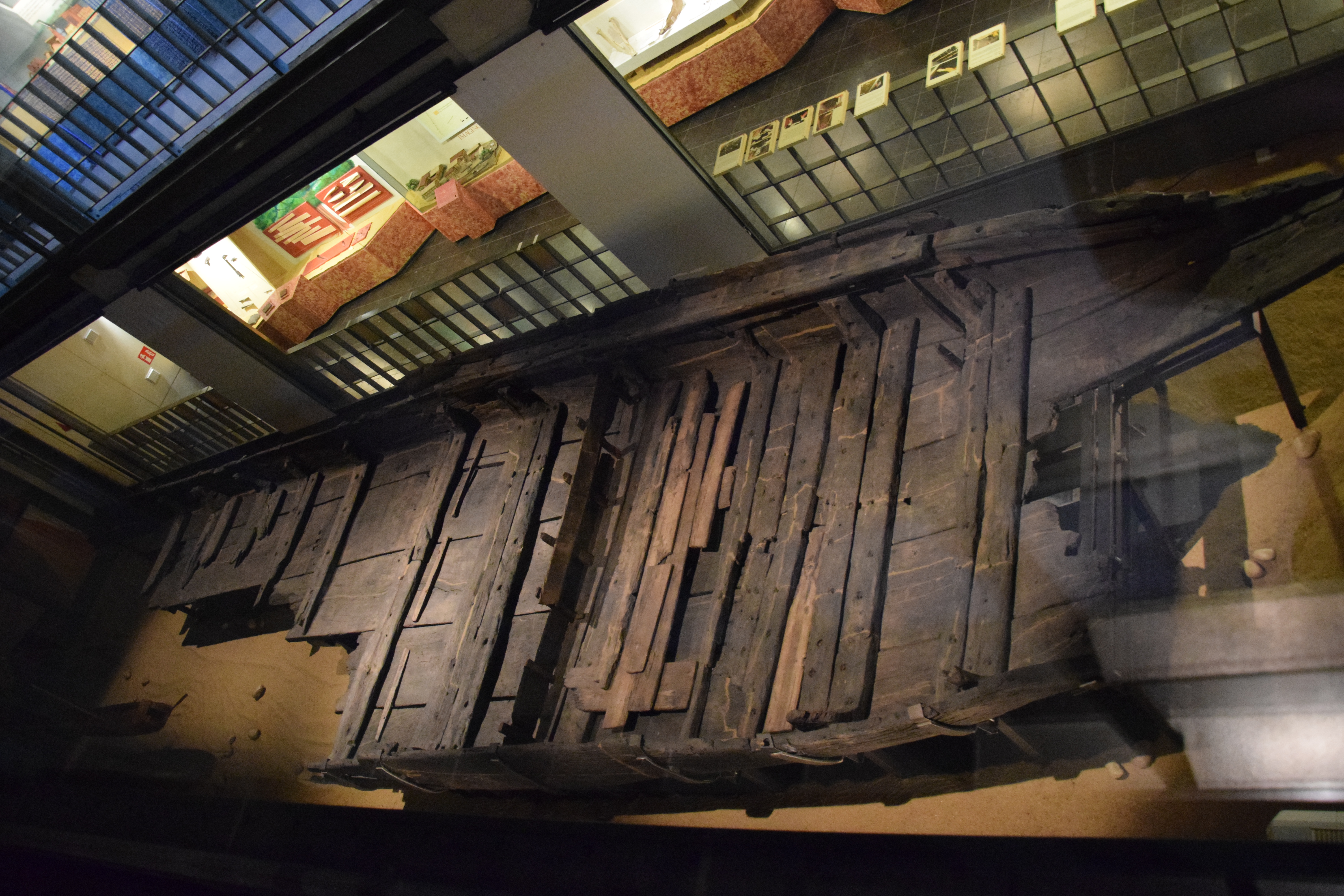
Gallo-Romeins Museum van Aat
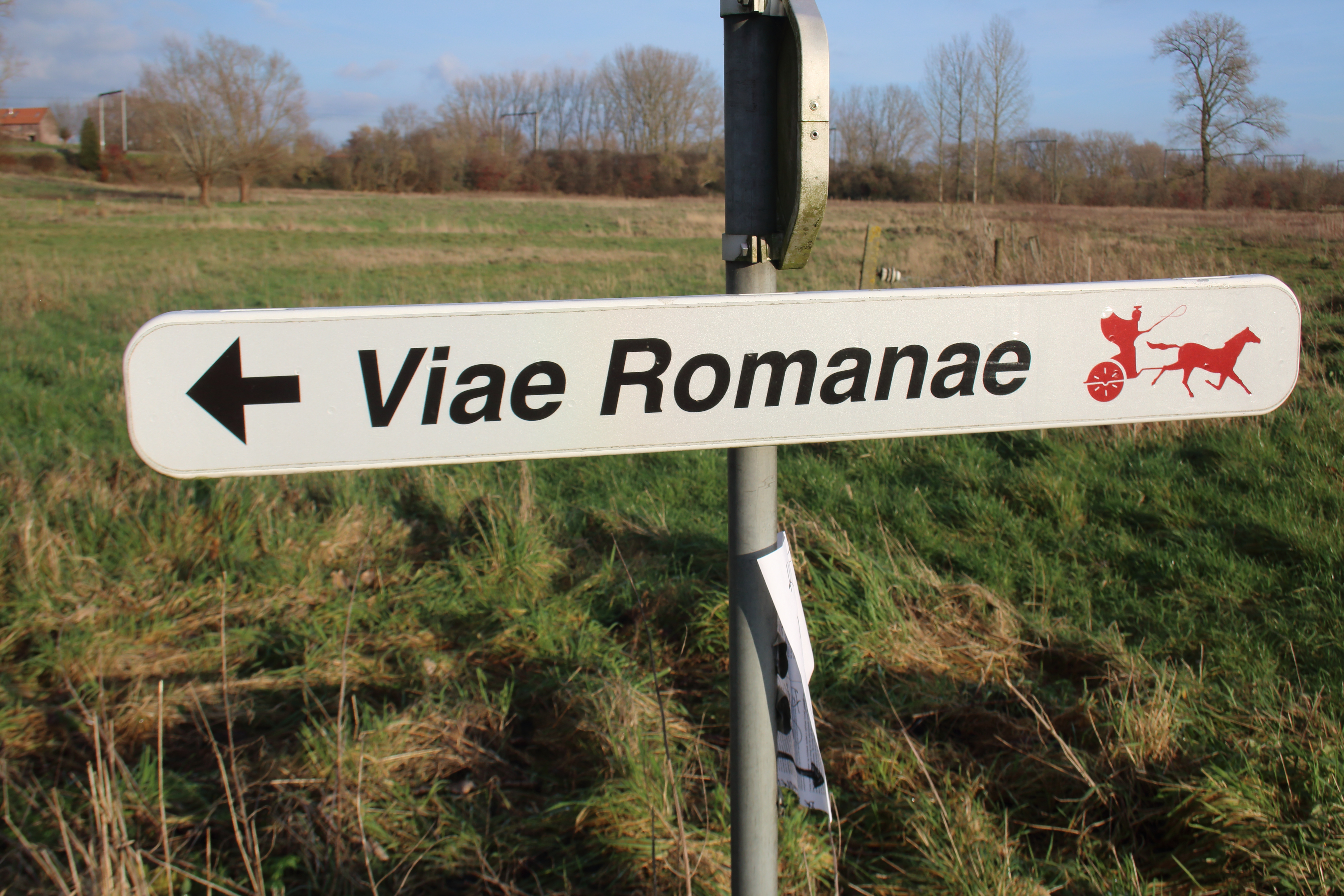
Bewegwijzering Viae Romanae in Zottegem
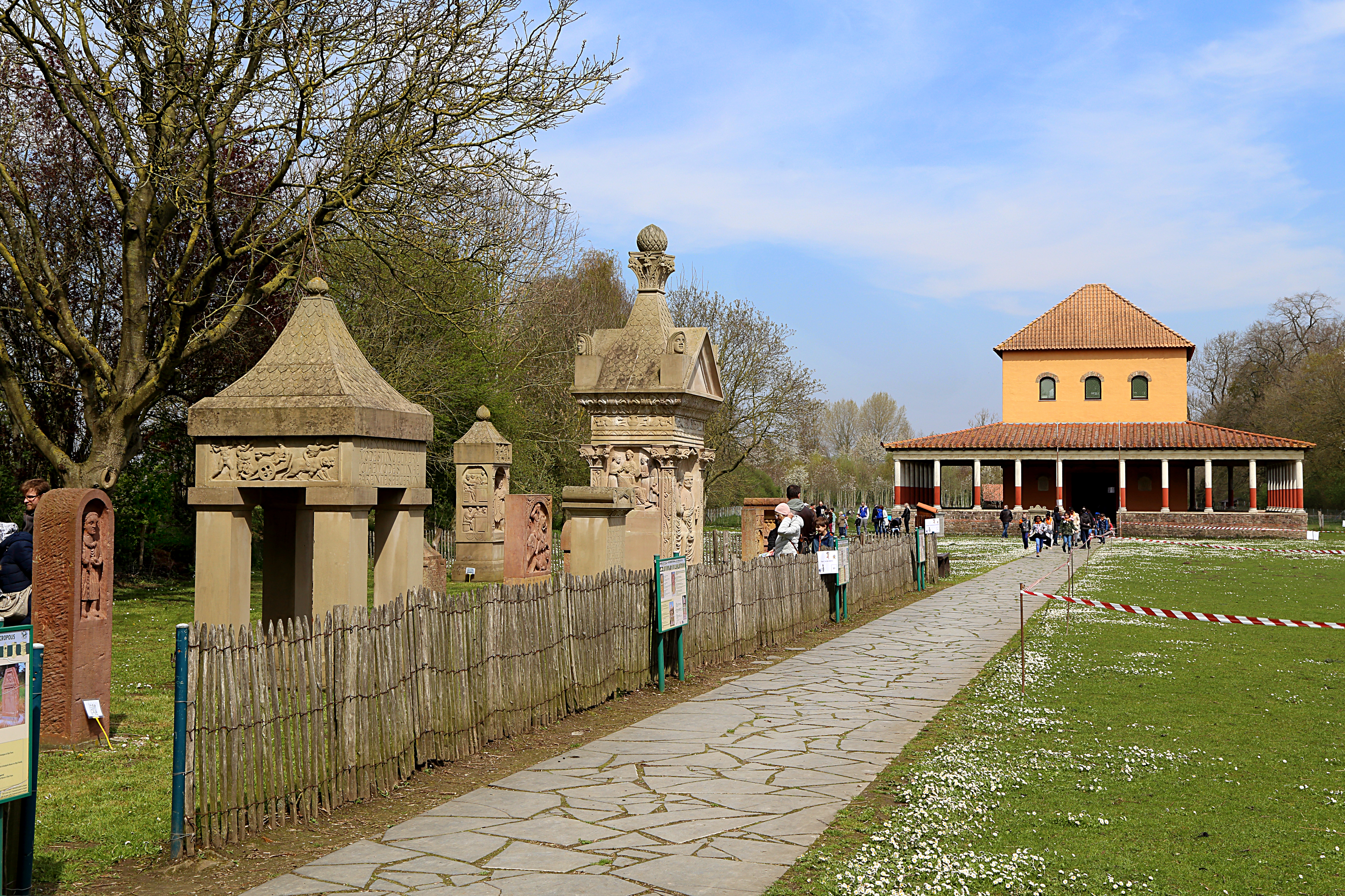
Archeosite van Aubechies-Beloeil
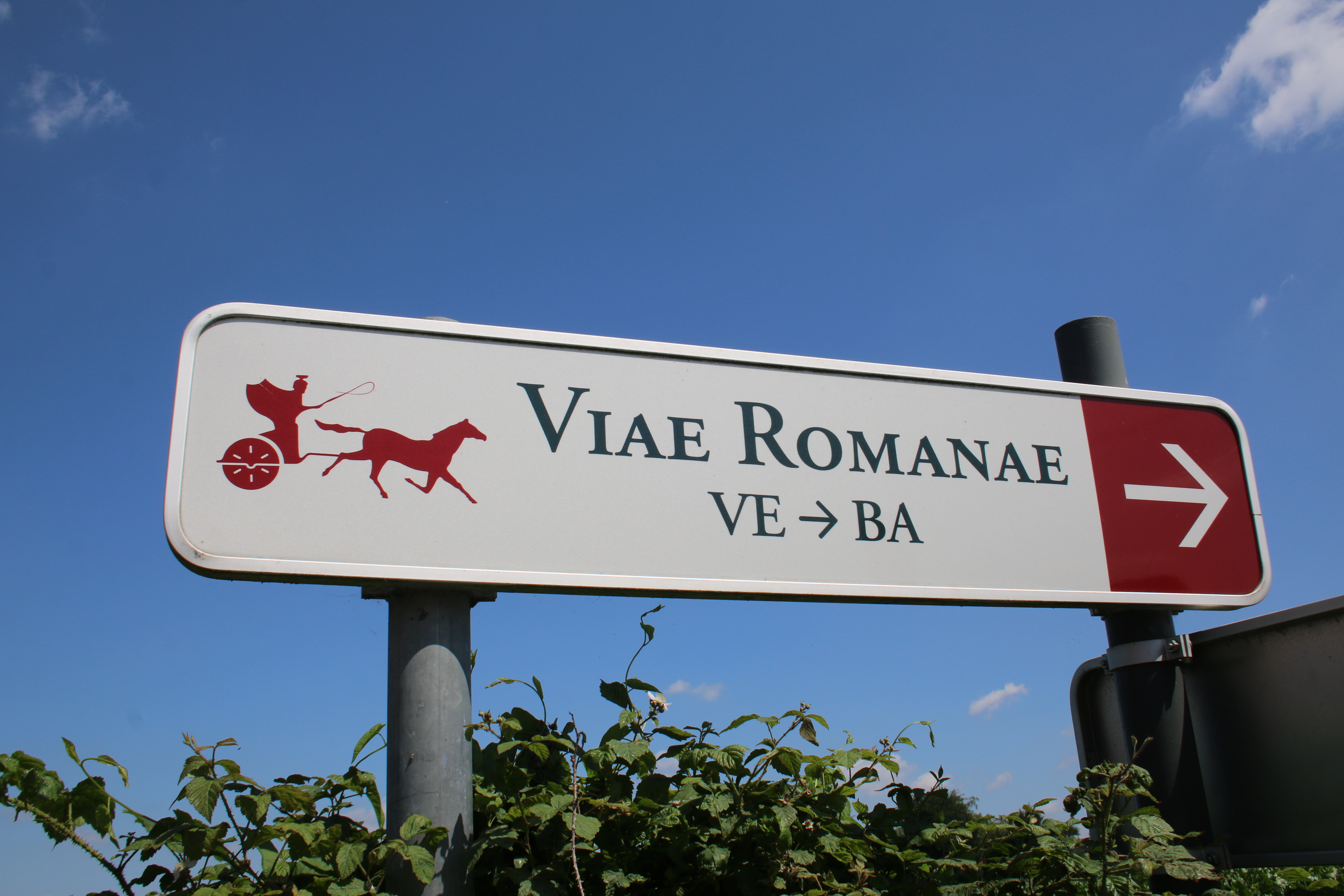
Bewegwijzering Viae Romanae in Zottegem